# Луна 17
Луна 17 је једна од мисија из серије Луна мисија, позната још под именом Луник 17.
Луна је послата у орбиту 15. новембра 1970. године. Спустила се на Море кише око 2500 километара даље од места где је раније слетела Луна 16. Луна 17 је на Месец донела прво лунарно возило Луноход 1. Возило је имало 8 тошкова, две антене, 4 камере, и инструменте за испитивање састава Месечеве прашине.На возило су били прикачени још и ласери, спектрометар који снима у Х делу спектра, и детектори за космичке зраке. Лунакход 1 имао је напајање да ради 3 месеца али је заправо радио 11 месеци захваљујући соларним батеријама. Са мисијом Луноход 1 званично је завршено 4. октобра 1971. године на годишњицу Спутњика 1. За 11 месеци возило је прешло 10.5 километара, снимило 20 000 фотографија и обавило 26 тестова.
Пре Луне 17 Совјетски савез послао је две летелице на Месец, Луну 16 и Зонд 8. Пре Луне 17 постојао је још један покушај спуштања возила на Месец, 1969, али је пропао. Луноход 1 тежио је 756 килограма и био дугачак око 2 метра. Свих осам точкова имали су две брзине и могли да иду унапред и уназад. Највећа брзина била му је око 100 метара на час. Луноходом 1 је управљао петочлани тим на Земљи. Командама датим са Земље требало је 5 секунди да дођу до Месеца.